# 欧托洛夫赖
欧托洛夫赖（法語：Hautot-l'Auvray，法語發音：[oto lovʁɛ]）是法国滨海塞纳省的一个市镇，属于迪耶普区。

## 地理
欧托洛夫赖（49°45'39"N, 0°45'3"E）面积7.33 平方千米，位于法国诺曼底大区滨海塞纳省，该省份为法国北部沿海省份，其西部及北部濒大西洋英吉利海峡，东起顺时针与索姆省、瓦兹省、厄尔省和卡爾瓦多斯省接壤。
与欧托洛夫赖接壤的市镇（或旧市镇、城区）包括：杜德维尔、德罗赛、菲尔托、圣科隆布。

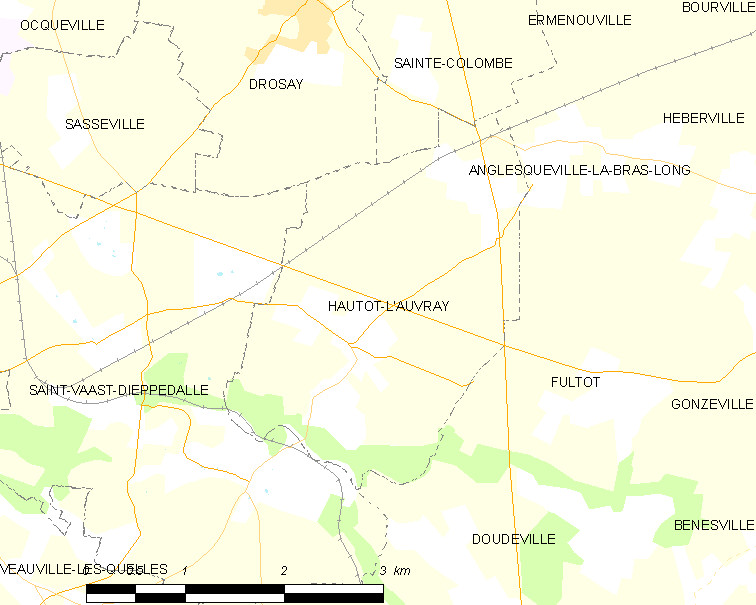
欧托洛夫赖的OSM定位图

欧托洛夫赖的时区为UTC+01:00、UTC+02:00（夏令时）。

## 行政
欧托洛夫赖的邮政编码为76450，INSEE市镇编码为76346。

## 政治
欧托洛夫赖所属的省级选区为科地区圣瓦勒里县。

## 人口

1962-2008年间欧托洛夫赖人口变化图示

欧托洛夫赖于2022年1月1日时的人口数量为308人。